# Santuari del Corredor
El Santuari de la Mare de Déu del Corredor es troba molt a prop del cim (633,5 msnm) de la serra del Corredor, a 633,5 msnm, dins del Parc Natural del Montnegre i el Corredor en el terme municipal de Dosrius. És d'estil gòtic tardà, i fou bastit a finals del segle xvi.
És un centre de devoció a la comarca i té una gran tradició l'aplec de dilluns de Pasqua, tant per a la comarca del Vallès Oriental com del Maresme. Té uns goigs dedicats per a cantar-li a Mare de Déu: "Cantarem Verge lloada, vostres goigs amb gran amor. Siau la nostra advocada, patrona del Corredor...". El santuari depèn de la parròquia de Sant Andreu del Far.

## Descripció
El santuari es troba adossat a una casa de masovers. Tot el conjunt es troba envoltat per una paret que els protegeix.
La planta de la nau és de creu llatina, i hi ha dues petites capelles laterals al creuer. En un petit cambril, cambra elevada i accessible situada al darrere de l'altar, s'hi venera la Mare de Déu dels Socors. Envoltant el cambril destaca el retaule major, obra cinccentista. El campanar és una torre quadrada rematada per merlets i amb gàrgoles als angles.

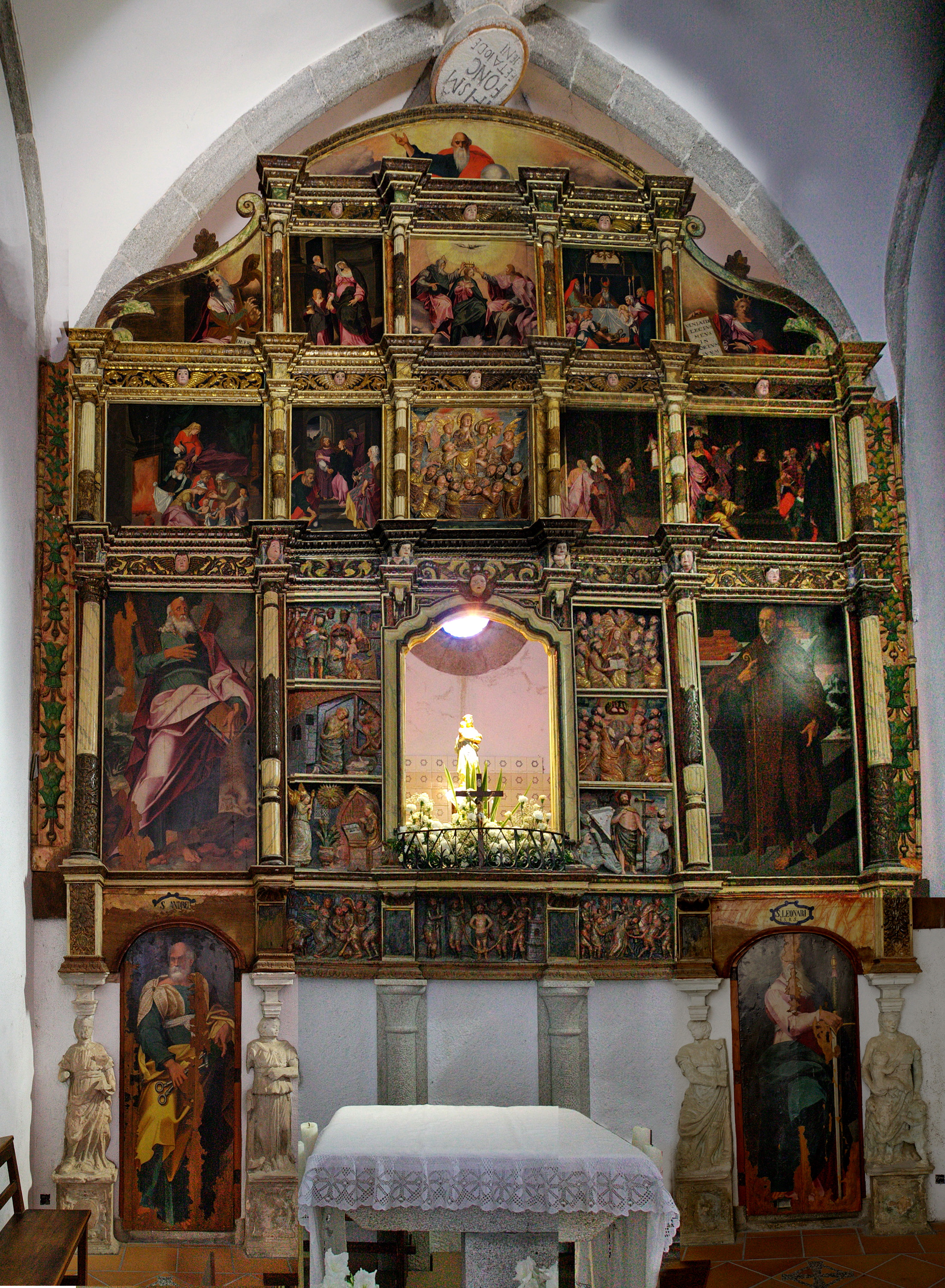
Retaule

El presbiteri queda tancat per una reixa de ferro forjat, de l'estil del temple; a l'interior hi ha un retaule d'estil plateresc, del segle xviii, el qual fou salvat de les destrosses l'any 1936.
Té un campanar de torre amb planta quadrada, fet amb pedra granítica, que sobresurt de la coberta de la nau. Al segon pis, on hi ha instal·lades les campanes, s'hi obren les finestres d'arc de mig punt i allargades. El cos de coronament conserva un grup de mènsules força interessants i un grup de merlets de forma escalonada.
A l'exterior de l'església, al davant mateix, hi ha una gran columna de pedra aïllada. A la façana lateral hi ha l'accés a l'església i a l'habitatge. Aquest té un pas que el comunica amb el temple.

## Història
L'origen del santuari seria una capella que, cap al 1530, va construir el pagès Salvi Arenes, de la parròquia de Sant Andreu del Far. Obra d'aquest mateix pagès seria la imatge original de Nostra Senyora del Socors, que el 1815 fou substituïda per una imatge nova, i desplaçada a una altra ubicació dins del santuari. El 1920 fou traslladada a la rectoria de Llinars del Vallès, d'on desaparegué durant un saqueig el juliol de 1936.